# Utivarachna chamaeleon
Utivarachna chamaeleon är en spindelart som beskrevs av Christa L. Deeleman-Reinhold 200. Utivarachna chamaeleon ingår i släktet Utivarachna och familjen flinkspindlar. Inga underarter finns listade i Catalogue of Life.